# Деяшково
Деяшково — деревня в Порховском районе Псковской области России. Входит в состав сельского поселения «Верхнемостская волость».
Расположена на юге волости, на левом берегу реки Лиственка, в 69 км к юго-западу от города Порхова и в 9 км к юго-востоку от волостного центра Верхний Мост.
Численность населения деревни на конец 2000 года составляла 17 человек.